# Szánkó az 1988. évi téli olimpiai játékokon
Az 1988. évi téli olimpiai játékokon a szánkó versenyszámait Calgaryban rendezték meg február 14. és 19. között.
A férfiaknak 2 versenyszámban, a nőknek 1 versenyszámban osztottak érmeket.

## Éremtáblázat
(Az egyes számoszlopok legmagasabb értéke vagy értékei vastagítással kiemelve.)
| Az 1988. évi téli olimpiai játékok éremtáblázata szánkóban | Az 1988. évi téli olimpiai játékok éremtáblázata szánkóban | Az 1988. évi téli olimpiai játékok éremtáblázata szánkóban | Az 1988. évi téli olimpiai játékok éremtáblázata szánkóban | Az 1988. évi téli olimpiai játékok éremtáblázata szánkóban | Olimpia  |
| ---------------------------------------------------------- | ---------------------------------------------------------- | ---------------------------------------------------------- | ---------------------------------------------------------- | ---------------------------------------------------------- | -------- |
|                                                            | Ország                                                     | Arany                                                      | Ezüst                                                      | Bronz                                                      | Összesen |
| 1.                                                         | NDK (GDR)                                                  | 3                                                          | 2                                                          | 1                                                          | 6        |
|                                                            |                                                            |                                                            |                                                            |                                                            |          |
| 2.                                                         | NSZK (FRG)                                                 | 0                                                          | 1                                                          | 1                                                          | 2        |
|                                                            |                                                            |                                                            |                                                            |                                                            |          |
| 3.                                                         | Szovjetunió (URS)                                          | 0                                                          | 0                                                          | 1                                                          | 1        |
|                                                            |                                                            |                                                            |                                                            |                                                            |          |
| Összesen                                                   | Összesen                                                   | 3                                                          | 3                                                          | 3                                                          | 9        |

## Érmesek
| Az 1988. évi téli olimpiai játékok érmesei szánkóban |                                             |          |                                          |          |                                                  |          |
| Versenyszám                                          | Arany                                       | Arany    | Ezüst                                    | Ezüst    | Bronz                                            | Bronz    |
| Férfi egyes                                          | Jens Müller · NDK (GDR)                     | 3:05,548 | Georg Hackl · NSZK (FRG)                 | 3:05,916 | Jurij Harcsenko · Szovjetunió (URS)              | 3:06,274 |
| Női egyes                                            | Steffi Martin · NDK (GDR)                   | 3:03,973 | Ute Weiss · NDK (GDR)                    | 3:04,105 | Cerstin Schmidt · NDK (GDR)                      | 3:04,181 |
| Kettes                                               | NDK (GDR) · Jörg Hoffmann · Jochen Pietzsch | 1:31,940 | NDK (GDR) · Stefan Krauße · Jan Behrendt | 1:32,039 | NSZK (FRG) · Thomas Schwab · Wolfgang Staudinger | 1:32,274 |